# Plestiodon lynxe
Plestiodon lynxe (дібровний сцинк) — вид сцинкоподібних ящірок родини сцинкових (Scincidae). Ендемік Мексики.

## Підвиди
Виділяють три підвиди:
- Plestiodon lynxe lynxe (Wiegmann, 1834);
- Plestiodon lynxe bellii Gray, 1845;
- Plestiodon lynxe furcirostris (Cope, 1885).

## Поширення і екологія
Дібровні сцинки мешкають в штатах Дуранго, Сакатекас, Агуаскальєнтес, Наярит, Халіско, Гуанахуато, Керетаро, Ідальго, Сан-Луїс-Потосі, Тамауліпас і Нуево-Леон та на півночі штату Пуебла. Вони живуть в первинних сосново-дубових і дубових лісах, на висоті від 1800 до 2700 м-над рівнем моря. Яйцеживородні, народжують до п'яти дитинчат. Живляться комахами та іншими членистоногими.